# Mogens Frey
Mogens Frey Jensen (Glostrup, 2 luglio 1941) è un ex pistard e ciclista su strada danese.

## Palmarès

### Olimpiadi
- 2 medaglie:
  - 1 oro (Città del Messico 1968 nell'inseguimento a squadre)
  - 1 argento (Città del Messico 1968 nell'inseguimento individuale 4000 metri)